# Emmanuel de Grouchy
Emmanuel de Grouchy (Parigi, 23 ottobre 1766 – Saint-Étienne, 29 maggio 1847) è stato un generale francese, maresciallo dell'Impero con Napoleone Bonaparte e Pari di Francia.
Era fratello della nota intellettuale e scrittrice francese Sofia di Grouchy.

## Il periodo pre-napoleonico
Iniziò la carriera militare in artiglieria nel 1779, venne poi trasferito alla cavalleria nel 1782 e alla Guardia nel 1789. Nonostante le sue origini aristocratiche e i legami con la corte, fu un convinto sostenitore dei principi della Rivoluzione francese e pertanto abbandonò la Guardia. Al momento dello scoppio della guerra nel 1792 fu colonnello di un reggimento di cavalleria e poco più tardi maresciallo di campo e inviato alla frontiera sud-orientale. Nel 1793 si distinse per il suo operato nella Vandea, venendo promosso generale di divisione. Grouchy, nonostante questo stato di servizio, fu esonerato dal comando per la sua appartenenza alla nobiltà, ma nel 1795, dopo il rovesciamento del Regime del Terrore, fu chiamato di nuovo al servizio attivo. Fu quindi distaccato nella spedizione dell'esercito in Irlanda (1796 - 1797). Massone, nel 1787 è membro della loggia "L'Héroïsme" di Beauvais. Nel 1798 amministrò il governo civile e militare del Piemonte all'abdicazione del re di Sardegna e nel 1799 tornò come comandante della sua divisione partecipando così alla campagna contro l'Austria e la Russia.

## Il generale di Napoleone
Mentre copriva la ritirata dei francesi dopo la sconfitta di Novi, Grouchy fu ferito quattordici volte e fu fatto prigioniero. Dopo essere stato liberato tornò in Francia. Nonostante avesse protestato contro il colpo di Stato del 18 brumaio, venne ripreso in servizio dal Primo console Napoleone e ottenne un comando nella Battaglia di Hohenlinden. Non tardò molto ad accettare il nuovo regime di governo della Francia e dal 1801 fu impiegato da Napoleone in posizioni militari e politiche di notevole importanza. Combatté in Austria nel 1805, in Prussia nel 1806, in Polonia nel 1807, in Spagna nel 1808 e comandò la cavalleria dell'esercito in Italia nel 1809 durante l'avanzata di Eugenio di Beauharnais verso Vienna.
Nel 1812 fu comandante di uno dei quattro corpi di cavalleria della Grande Armée e durante la ritirata da Mosca Napoleone gli affidò il comando dello squadrone di retroguardia, composto completamente da ufficiali scelti. Il suo servizio quasi continuo nella cavalleria portò Napoleone a escludere il suo inserimento alla testa di un corpo d'armata dell'esercito e pertanto nel 1813 fu invitato a rientrare in Francia.
Nel 1814 tuttavia si affrettò a prendere parte alla campagna in difesa della Francia e fu gravemente ferito a Craonne. Con l'avvento della Restaurazione fu privato del posto di colonnello-generale dei corazzieri a cavallo e mandato in pensione. Nel 1815 si unì di nuovo a Napoleone dopo il suo ritorno dall'Elba, e gli vennero riconosciuti i titoli di Maresciallo dell'Impero e Pari di Francia.
Nella Battaglia di Waterloo comandò la cavalleria di riserva dell'esercito e dopo la Battaglia di Ligny gli fu ordinato di comandare l'ala destra francese contro i prussiani.

## La battaglia di Waterloo
Il suo comportamento nella Battaglia di Wavre, la sua influenza sul risultato della campagna e la controversia sulla sua condotta nel giorno della battaglia di Waterloo sono stati studiati largamente insieme a ciascun evento della campagna del 1815. È necessario dire che il giorno 17 giugno Grouchy non riuscì a prendere contatto con i prussiani e il giorno 18, anziché dirigersi verso Waterloo seguendo la direzione di provenienza del rombo dei cannoni, come sarebbe stato opportuno per proteggere il fianco destro di Napoleone, decise di seguire alla lettera gli ordini scritti di Napoleone. Questi indicavano, in maniera contraddittoria, di «... avvicinarsi a lui andando a Wavre...» e Grouchy continuò a seguire la retroguardia prussiana, a quel punto apparentemente ferma appunto a Wavre, mentre in realtà i due terzi di questa si univano agli inglesi per schiacciare Napoleone sul campo di Mont S. Jean (Waterloo).
Si presume che se Grouchy avesse preso l'iniziativa di "muoversi seguendo la direzione del rombo dei cannoni", avrebbe intercettato i tre Corpi d'Armata di von Bülow, mandati da Blücher a Wellington, li avrebbe colti in ordine di marcia, e dunque avrebbe avuto la possibilità di fermarli o quanto meno di impedir loro di arrivare sul fianco di Napoleone. A quel punto, per le vacillanti truppe di Wellington, non vi sarebbe stato scampo e il corso della storia sarebbe probabilmente cambiato (almeno per qualche tempo).
La mattina del giorno 19 Grouchy ottenne una vittoria sui prussiani a Wavre, ma questa non mutò le sorti dello scontro principale. Una volta avuta la notizia della sconfitta di Napoleone, Grouchy, raccogliendo i resti dell'esercito dell'imperatore, si ritirò rapidamente e in buon ordine fino a Parigi, dove, dopo aver interposto le sue forze riorganizzate fra il nemico e la capitale, rinunciò al comando, lasciandolo nelle mani del maresciallo Davout.

## Il ritiro e l'esilio durante la restaurazione
Durante il resto della sua vita si dedicò a difendere sé stesso. Il tentativo di condannarlo a morte da parte di un tribunale militare fallì, ma fu esiliato e dovette vivere in America fino all'amnistia del 1821. Al suo ritorno in Francia fu riammesso nel suo ruolo di generale, ma non più in quello di Maresciallo e Pari di Francia. Per molti anni fu oggetto dell'avversione da parte del partito di corte come l'appartenente alla nobiltà che aveva sposato la causa della Rivoluzione e di Napoleone, ma fu anche oggetto dell'ostilità dei suoi vecchi camerati della Grande Armée per il supposto tradimento a Napoleone. Nel 1830 Luigi Filippo gli restituì il bastone di Maresciallo e lo riammise alla Camera dei Pari.

## Araldica
|  |

|  |